# Чемпионат СССР по волейболу среди женщин 1940
7-й чемпионат СССР по волейболу среди женщин проходил с 18 по 22 августа 1940 года (финальный турнир, 1-я группа) в Тбилиси в парке культуры и отдыха имени С.М.Кирова с участием 6 команд. Чемпионский титул во 2-й раз в своей истории выиграл московский «Спартак».
Финальный турнир по 2-й группе прошёл в Киеве с 6 по 10 августа 1940 года с участием 6 команд.

## Система проведения чемпионата
Соревнования проводились в два этапа: зональные и финальные. Зональный отборочный этап проходил в разных городах страны. В финале по 1-й группе 6 команд провели однокруговой турнир, по результатам которого определена итоговая расстановка мест. По такой же системе был проведён финал и по 2-й группе. 

## Результаты

### 1-я группа
| М | Команда                   | 1   | 2   | 3   | 4   | 5   | 6   | И | В | П | С/П  | О  |
| - | ------------------------- | --- | --- | --- | --- | --- | --- | - | - | - | ---- | -- |
| 1 | «Спартак» Москва          |     | 2:1 | 2:1 | 2:1 | 2:1 | 2:0 | 5 | 5 | 0 | 10:4 | 10 |
| 2 | «Локомотив» Москва        | 1:2 |     | 2:1 | 2:0 | 2:0 | 2:0 | 5 | 4 | 1 | 9:3  | 9  |
| 3 | «Спартак» Харьков         | 1:2 | 1:2 |     | 2:0 | 2:0 | 2:0 | 5 | 3 | 2 | 8:4  | 8  |
| 4 | «Медик» Москва            | 1:2 | 0:2 | 0:2 |     | 2:0 | 2:0 | 5 | 2 | 3 | 5:6  | 7  |
| 5 | «Судостроитель» Ленинград | 1:2 | 0:2 | 0:2 | 0:2 |     | 2:0 | 5 | 1 | 4 | 3:8  | 6  |
| 6 | «Наука» Ростов-на-Дону    | 0:2 | 0:2 | 0:2 | 0:2 | 0:2 |     | 5 | 0 | 5 | 0:10 | 5  |

### 2-я группа
1. «Динамо» (Москва)
2. «Спартак» (Ленинград)
3. «Строитель» (Тбилиси)
4. «Спартак» (Иркутск)
5. «Учитель» (Ташкент)
6. «Стахановец» (Днепропетровск)

## Призёры
«Спартак» (Москва): Нина Бодрова, Александра Жарова, Зинаида Зубарева, Зоя Козлова, Н.Крюкова, Нина Лагуткина, С.Семёнова. Тренер — Григорий Берлянд.
 «Локомотив» (Москва): Елена Войт, Антонина Ильина, Валентина Марчук, Валентина Осколкова, Н.Семёнова, Анна Фокина. Тренер — Валентина Осколкова.
 «Спартак» (Харьков): А.Иванова, В.Кузнецова, Н.Кухарчик, Е.Пориченко, С.Ренеберг, О.Соколова.